# Fosforsyrlighet
Fosforsyrlighet, summaformel H3PO3, är en syra som bland annat innehåller fosfor.
Salter av fosforsyrlighet kallas fosfoniter.

## Tautomerer
Fosforsyrlighet existerar i två tautomera former. I vattenlösning utgör formen P(OH)3, där alla väteatomer är bundna till syre endast en mindre del, medan huvuddelen föreligger i formen HP(O)(OH)2, där en väteatom är bunden direkt till fosofor. Denna tautomer kallas också för fosfonsyra. Denna beteckning används särskilt som utgångspunkt för substiuterade organiska föreningar, såsom metylfosfonsyra, CH3P(O)(OH)2.

## Fosforsyra och fosforsyrlighet
Skillnaden mellan fosforsyrlighet och fosforsyra, H3PO4, är att fosforatomen har ett lägre oxidationstal (+3) i fosforsyrlighet än i fosforsyra (+5). Fosforsyrlighet är en svagare syra än fosforsyra. 